# Bernie Moreno

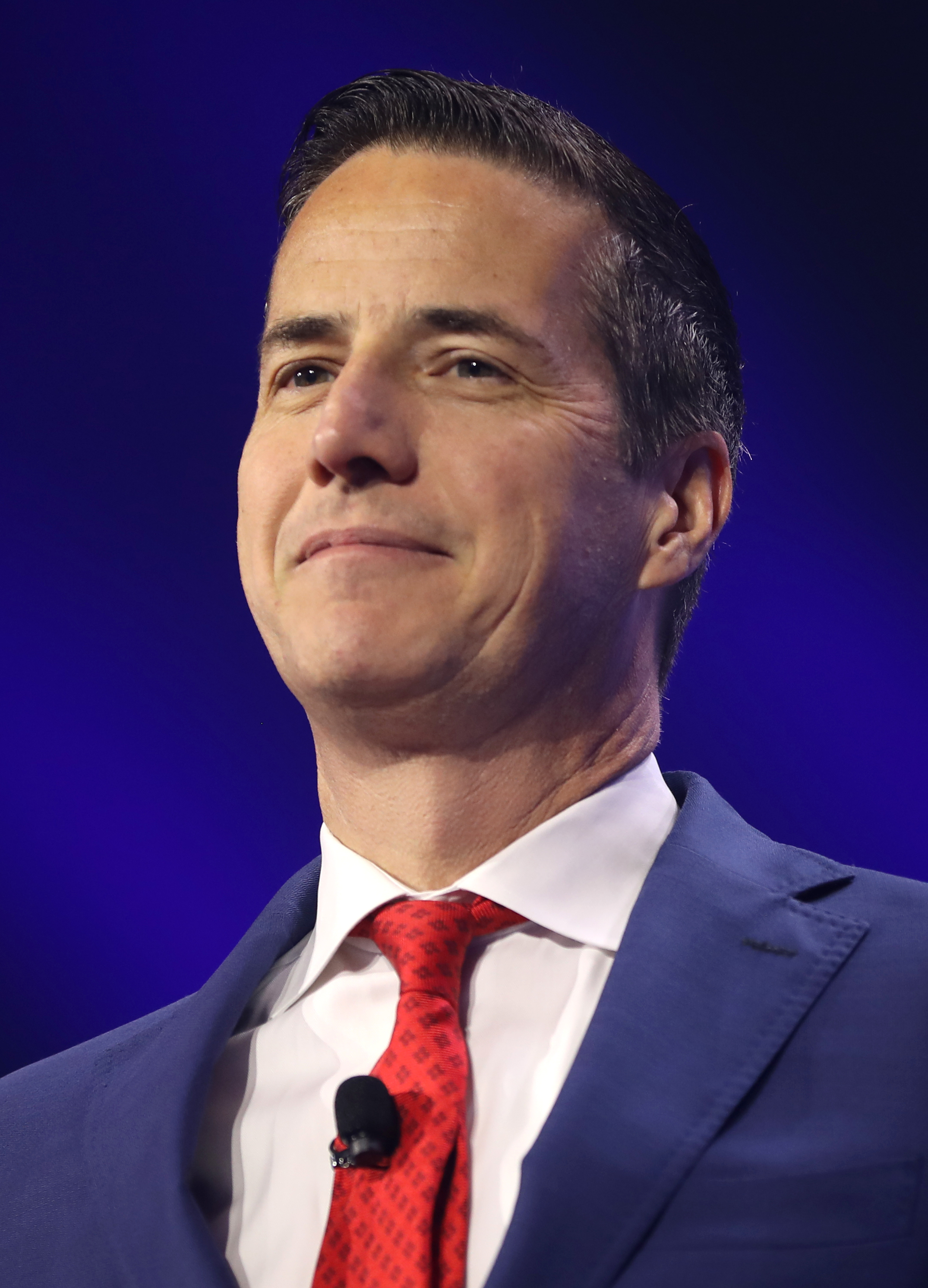
Bernie Moreno (2023)

Bernardo „Bernie“ Moreno (* 14. Februar 1967 in Bogotá, Kolumbien) ist ein US-amerikanischer Politiker der Republikanischen Partei und Unternehmer. Seit dem 3. Januar 2025 vertritt er den Bundesstaat Ohio im Senat der Vereinigten Staaten. Ruben Gallego und er sind die beiden ersten Amerikaner kolumbianischer Abstammung, die in den US-Senat gewählt wurden.

## Leben
Moreno wurde in Bogotá geboren, der Hauptstadt Kolumbiens. Sein Vater war Dekan einer Medizinische Fakultät, später Gesundheitsminister unter Präsident Misael Pastrana. Als er fünf Jahre alt war, zog die Familie nach Florida in den USA, Moreno wuchs in Fort Lauderdale auf. Mit 18 Jahren wurde Moreno amerikanischer Staatsbürger. Als Student arbeitete er für die Autofirma Saturn Corporation, später wurde er Vertragshändler für Saturn in Rhode Island und lebte in Boston. 2005 übernahm er eine Mercedes-Vertretung in Cleveland in Ohio, die er zu einer der größten Autohandlungen im amerikanischen Mittelwesten ausbaute.
Ab 2016 investierte Moreno in Blockchain-Technologie. Zu Beginn seiner politischen Karriere verkaufte er seine Geschäftsanteile.
Moreno ist verheiratet und hat vier erwachsene Kinder.

## Politik
Moreno bewarb sich 2022 erstmals um die Kandidatur für einen Sitz im US-Senat, zog seine Bewerbung aber vor der Vorwahl der Republikaner zurück. 2024 bewarb er sich erneut und setzte sich in der Vorwahl am 19. März 2024 mit 50,5 % gegen zwei Mitbewerber durch. Bei der Wahl am 5. November 2024 trat er gegen den demokratischen Amtsinhaber Sherrod Brown an, der seit 2007 Senator für Ohio gewesen war, sowie gegen Don Kissick von der Libertarian Party. Moreno gewann mit 50,2 % durch, Brown erhielt 46,4 % der Stimmen, Kissick 3,4 %. Seine Amtszeit begann am 3. Januar 2025 mit dem Zusammentritt des 119. Kongresses der Vereinigten Staaten.
Moreno will sich politisch für eine schlanke Regierung, America First und einen harten Kurs gegen China einsetzen.